# Сан Хосе (Костарика)
Сан Хосе (шп. San José) је главни и највећи град средњоамеричке државе Костарика. Сан Хосе се налази у центру Костарике на централној висоравни (шп. Valle Central). Налази се на 1.161 m надморске висине. Град је основан 1738, а постао је престоница Костарике 1823. уместо града Картаго. Данас Сан Хосе има око 340.000 становника, и 1,6 милиона у ширем подручју. Године 1950. имао је свега 86.900 житеља, што илуструје колико је брзо растао у другој половини 20. века.
Сан Хосе се налази у центру земље, на средњем западу Централне долине, у оквиру кантона Сан Хозе. Сан Хозе је седиште националне владе Костарике, жариште политичких и економских активности и главно саобраћајно чвориште. Становништво Кантона Сан Хозе је било 288.054 у 2011, а општинска површина Сан Хозеа је 44,2 km², са процењених 333.980 становника у 2015. Заједно са неколико других кантона у централној долини, укључујући Алахуелу, Хередија и Картаго, чини већу метрополску област земље, са процењеном популацијом од преко 2 милиона у 2017. години. Град је добио име у част Јосифа из Назарета.
Сан Хозе је познат међу градовима Латинске Америке по свом високом квалитету живота, безбедности, нивоу глобализације, еколошком учинку, јавним службама и признатим институцијама. Према студијама о Латинској Америци, Сан Хозе је један од најбезбеднијих и најмање насилних градова у региону. Године 2006, град је проглашен за Иберо-америчку престоницу културе. Према The MasterCard Global Destinations Cities Index 2012, Сан Хозе је шеста најпосећенија дестинација у Латинској Америци, на првом месту у Централној Америци. Сан Хозе је рангиран на 15. месту међу најбрже растућим дестинацијским градовима на свету по прекограничној потрошњи посетилаца.

## Географија

### Клима
Сан Хозе има тропску влажну и суву климу (Кепенова класификација климе Aw). Падавине увелико варирају између најсушнијег месеца (6,3 mm) и највлажнијег месеца (355,1 mm}}), док просечне температуре мало варирају. Најтоплији месец је април са просечном температуром од 23,7 °C, док је најхладнији месец октобар са просечном температуром од 21,8 °C.
| Клима Сан Хозеа, Костарика (Међународни аеродром Хуан Сантамарија) | Клима Сан Хозеа, Костарика (Међународни аеродром Хуан Сантамарија) | Клима Сан Хозеа, Костарика (Међународни аеродром Хуан Сантамарија) | Клима Сан Хозеа, Костарика (Међународни аеродром Хуан Сантамарија) | Клима Сан Хозеа, Костарика (Међународни аеродром Хуан Сантамарија) | Клима Сан Хозеа, Костарика (Међународни аеродром Хуан Сантамарија) | Клима Сан Хозеа, Костарика (Међународни аеродром Хуан Сантамарија) | Клима Сан Хозеа, Костарика (Међународни аеродром Хуан Сантамарија) | Клима Сан Хозеа, Костарика (Међународни аеродром Хуан Сантамарија) | Клима Сан Хозеа, Костарика (Међународни аеродром Хуан Сантамарија) | Клима Сан Хозеа, Костарика (Међународни аеродром Хуан Сантамарија) | Клима Сан Хозеа, Костарика (Међународни аеродром Хуан Сантамарија) | Клима Сан Хозеа, Костарика (Међународни аеродром Хуан Сантамарија) | Клима Сан Хозеа, Костарика (Међународни аеродром Хуан Сантамарија) |
| Показатељ \ Месец                                                  | .Јан.                                                              | .Феб.                                                              | .Мар.                                                              | .Апр.                                                              | .Мај.                                                              | .Јун.                                                              | .Јул.                                                              | .Авг.                                                              | .Сеп.                                                              | .Окт.                                                              | .Нов.                                                              | .Дец.                                                              | .Год.                                                              |
| ------------------------------------------------------------------ | ------------------------------------------------------------------ | ------------------------------------------------------------------ | ------------------------------------------------------------------ | ------------------------------------------------------------------ | ------------------------------------------------------------------ | ------------------------------------------------------------------ | ------------------------------------------------------------------ | ------------------------------------------------------------------ | ------------------------------------------------------------------ | ------------------------------------------------------------------ | ------------------------------------------------------------------ | ------------------------------------------------------------------ | ------------------------------------------------------------------ |
| Апсолутни максимум, °C (°F)                                        | 31,5 (88,7)                                                        | 33,3 (91,9)                                                        | 33,4 (92,1)                                                        | 34,5 (94,1)                                                        | 32,8 (91)                                                          | 32,1 (89,8)                                                        | 31,7 (89,1)                                                        | 32,0 (89,6)                                                        | 32,0 (89,6)                                                        | 31,4 (88,5)                                                        | 30,3 (86,5)                                                        | 31,5 (88,7)                                                        | 34,5 (94,1)                                                        |
| Максимум, °C (°F)                                                  | 28,2 (82,8)                                                        | 29,1 (84,4)                                                        | 29,9 (85,8)                                                        | 30,3 (86,5)                                                        | 28,8 (83,8)                                                        | 28,2 (82,8)                                                        | 28,2 (82,8)                                                        | 28,3 (82,9)                                                        | 27,8 (82)                                                          | 27,1 (80,8)                                                        | 27,2 (81)                                                          | 27,9 (82,2)                                                        | 28,4 (83,1)                                                        |
| Просек, °C (°F)                                                    | 22,6 (72,7)                                                        | 23,0 (73,4)                                                        | 23,5 (74,3)                                                        | 23,7 (74,7)                                                        | 22,9 (73,2)                                                        | 22,5 (72,5)                                                        | 22,6 (72,7)                                                        | 22,4 (72,3)                                                        | 22,0 (71,6)                                                        | 21,8 (71,2)                                                        | 21,9 (71,4)                                                        | 22,3 (72,1)                                                        | 22,6 (72,7)                                                        |
| Минимум, °C (°F)                                                   | 18,5 (65,3)                                                        | 18,7 (65,7)                                                        | 18,8 (65,8)                                                        | 19,1 (66,4)                                                        | 19,2 (66,6)                                                        | 19,0 (66,2)                                                        | 19,0 (66,2)                                                        | 18,8 (65,8)                                                        | 18,3 (64,9)                                                        | 18,5 (65,3)                                                        | 18,3 (64,9)                                                        | 18,3 (64,9)                                                        | 18,71 (65,67)                                                      |
| Апсолутни минимум, °C (°F)                                         | 11,7 (53,1)                                                        | 5 (41)                                                             | 8 (46)                                                             | 14,9 (58,8)                                                        | 14,9 (58,8)                                                        | 15,8 (60,4)                                                        | 11 (52)                                                            | 16,0 (60,8)                                                        | 15,8 (60,4)                                                        | 15,5 (59,9)                                                        | 9 (48)                                                             | 2 (36)                                                             | 2 (36)                                                             |
| Количина кише, mm (in)                                             | 6,3 (0,248)                                                        | 10,2 (0,402)                                                       | 13,8 (0,543)                                                       | 79,9 (3,146)                                                       | 267,6 (10,535)                                                     | 280,1 (11,028)                                                     | 181,5 (7,146)                                                      | 276,9 (10,902)                                                     | 355,1 (13,98)                                                      | 330,6 (13,016)                                                     | 135,5 (5,335)                                                      | 33,5 (1,319)                                                       | 1,971 (77,6)                                                       |
| Дани са кишом (≥ 0.1 mm)                                           | 3                                                                  | 3                                                                  | 5                                                                  | 10                                                                 | 23                                                                 | 22                                                                 | 20                                                                 | 22                                                                 | 26                                                                 | 25                                                                 | 17                                                                 | 8                                                                  | 184                                                                |
| Релативна влажност, %                                              | 68                                                                 | 68                                                                 | 66                                                                 | 70                                                                 | 77                                                                 | 83                                                                 | 80                                                                 | 83                                                                 | 85                                                                 | 87                                                                 | 79                                                                 | 74                                                                 | 76,7                                                               |
| Сунчани сати — месечни просек                                      | 285,2                                                              | 266,0                                                              | 282,1                                                              | 240,0                                                              | 182,9                                                              | 144,0                                                              | 151,9                                                              | 158,1                                                              | 147,0                                                              | 161,2                                                              | 177,0                                                              | 244,9                                                              | 2.440,3                                                            |
| Извор #1:                                                          |                                                                    |                                                                    |                                                                    |                                                                    |                                                                    |                                                                    |                                                                    |                                                                    |                                                                    |                                                                    |                                                                    |                                                                    |                                                                    |
| Извор #2: NOAA (sun 1961–1990)                                     |                                                                    |                                                                    |                                                                    |                                                                    |                                                                    |                                                                    |                                                                    |                                                                    |                                                                    |                                                                    |                                                                    |                                                                    |                                                                    |

## Становништво
| 2015.   |
| ------- |
| 333.288 |

## Партнерски градови
- Кфар Сава
- Сантијаго де Чиле
- Чимбот
- Хуанкајо
- Хулијака
- Лима
- Авачапан
- Град Гватемала
- Гвадалахара,[14]
- Кецалтенанго
- Сан Педро Сула
- Окајама
- Мадрид
- Санто Доминго
- Тајпеј
- Џајапура
- Маракај
- Округ Мајами-Дејд